# Коста Тодоровић (лекар)
Коста Тодоровић (Београд, 4. јул 1887 — Београд, 19. септембар 1975) био је српски лекар инфектолог, професор Медицинског факултета у Београду и академик САНУ.

## Биографија
Рођен је 22. јун (по ст. кал.)/4. јул 1887. године.
Објавио је око 150 научних радова. Међу значајнија дела спадају књиге: Уџбеник „Акутне и инфективне болести“ и „Приручник за лечење туберкулозног менингитиса“.
Он је први и једини препознао болест током епидемије вариоле вере у Југославији, 1972. године, јер се с тим већ срео током Првог светског рата.
За дописног члана Српске академије наука изабран је 1947. а за редовног 1948. године. Био је члан Националне академије за медицину у Паризу.